# Урубамба (долина)
Долина Урубамба — узкая долина, образованная рекой Урубамба в перуанских Андах к северу от города Куско в одноимённом регионе. В испанских хрониках фигурирует под названием долины Юкай, а с конца XX века часто именуется в туристических материалах Священной долиной инков (исп. Valle Sagrado de los Incas). Одно из самых посещаемых туристами мест Южной Америки: в 2019 году здесь побывало свыше 1,6 млн туристов (в основном иностранных).
Долина была духовным и хозяйственным центром державы инков, поэтому именно здесь расположены основные памятники этой цивилизации. Террасное земледелие и искусное применение ирригации позволили инкам создать здесь в XV веке своеобразную лабораторию по выведению новых сортов кукурузы. 
Долина вытянута вдоль русла реки между руинами Писака (на высоте 3000 м над уровнем моря) и расположенным в 100 км от них «забытым городом инков» Мачу-Пикчу (на высоте 2050 м) в окружении таких вершин, как Сауасирай (5818 м.) и Вероника (5893 м.). Другие важные памятники древности — крепость Ольянтайтамбо (2800 м) и кольцевые террасы Морая.